# Șeica Mare
Șeica Mare es una comuna ubicada en el distrito de Sibiu, Rumania.

## Superficie
Posee una superficie de 120,2 kilómetros cuadrados.

## Demografía
Hasta 2021 la población era de 3925 habitantes, con una densidad de población de 32,64 habitantes por kilómetro cuadrado.